# Историја Црне Горе
Историја Црне Горе обухвата општу историју данашњег подручја Црне Горе, од најстаријих времена до савременог доба. Поред Старе Црне Горе, историја данашње (проширене) Црне Горе обухвата и прошлост историјских области Брда, Старе Херцеговине, Боке которске и других крајева који су ширењем Црне Горе током 19. и 20. вијека ушли у састав њених државних граница. Иако је старија историја тих области била потпуно одвојена од историје Старе Црне Горе, данашња територија (проширене) Црне Горе се у геополитичком смислу сматра јединственом цјелином, чија историја обухвата цјелокупну прошлост свих њених саставних дјелова.
Према традиционалној периодизацији, општа историја Црне Горе се дијели на неколико главних периода, почевши од протоисторијског и античког, преко средњовијековног и нововијековног, до савременог. Током позног античког периода, највећи дио данашње Црне Горе припадао је римској провинцији Превалитани, која је пропала у вријеме сеобе народа, када су се на тим просторима населили Срби. Током раног средњег вијека, јужна половина данашње Црне Горе спадала је у област Дукље, односно Зете, док је сјеверна половина припадала тадашњој Кнежевини Србији. У исто вријеме, најзападнији дио данашње Црне Горе припадао је Травунији.
Цјелокупно подручје данашње Црне Горе је током 11. вијека било у саставу државе Војислављевића, а почевши од краја 12. вијека налазило се у саставу државе Немањића. Средином 14. вијека долази до подјеле на феудалне области, тако да су разним дијеловима данашње Црне Горе владале различите династије: Балшићи, Лазаревићи, Бранковићи, Косаче и Црнојевићи.
Као географски појам, Црна Гора се први пут помиње у повељи српског краља Стефана Уроша II Милутина из 1296. године, а почевши од краја 15. вијека ово име се усталило као назив за посебну област у западном дијелу Горње Зете. Под тим именом је у раном новом вијеку настала држава Петровића Његоша (1697—1918), која се постепено ширила, обухвативши и сусједна Брда, а потом и Стару Херцеговину. За то вријеме, подручје Бока которске је било у саставу Млетачке Далмације, а потом је припало Аустријској Далмацији.
Након успостављања свјетовне власти 1852. године, Књажевина Црна Гора је 1878. године стекла државну независност, а 1910. године уздигнута је на степен краљњевине. Након Првог свјетског рата, Црна Гора се ујединила са Србијом, поставши дио новопроглашене Краљевине Срба, Хрвата и Словенаца (прва Југославија). Након Другог свјетског рата, Црна Гора је успостављена као федерална јединица у саставу друге Југославије, а потом је била у саставу Савезне Републике Југославије (1992-2003) и Државне заједнице Србије и Црне Горе (2003-2006). Државну независност је обновила 2006. године, након одржавања референдума.

## Праисторијско доба

### Камено доба
Старије камено доба - палеолит, епоха је најранијег формирања људских заједница. Основно занимање су били: лов и риболов. У хордама, људи су живјели номадским, односно полуномадским животом. За овај период посебан значај имају налази са Црвене Стијене, пећине на лијевој обали Требишњице. Овај локалитет се везује за последњу фазу леденог доба. За ову епоху је карактеристично и оруђе од тесаног камена. Из овог периода нису откривени остаци људских костију. Овај период је приближно обухватао прву половину 5000. године прије нове ере.
Средње камено доба - мезолит, у коме су чести облици оруђа од кости и рога: сјекире, бодежи и шила, карактерише развитак лова и риболова. Ово се може установити и у културном развитку налазишта Црвена Стијена. Из овог периода нису откривени остаци људских костију. Приближно, овај период је обухватао крај 4000. године прије нове ере.

### Бронзано доба
Метално доба је почело много раније, у егејско-предњеазијском подручју, него на подручју данашње Црне Горе и у унутрашњости Европе. Као центар металургије може се сматрати и подручје Кавказа, а знатна етничка помјерања су допринијела да и Балканско полуострво уђе у метално доба.
Интезивнија индоевропеизација карактеристична је за почетак бронзаног доба. Номадски сточари из јужних руских степа, којима ни земљорадња није била потпуно непозната живјели су у патријархату, а на Балкану наилазе на примитивнију старосједилачку културу ловачко-риболовачког карактера. Ови дошљаци на Балкану формирају двије велике индоевропске језичке групе, које су се задњих вјекова прије нове ере развиле у Илире и Трачане. Као граница наведених група, може се сматрати слив Мораве и Вардара. Илири и Трачани, са македонском групацијом и неким малоазијским групацијама Индоевропљана, сматрају се пеластичким и живјели су на Балкану прије досељења Грка, који продиру око 1900. године старе ере. Утицај Илира на Грке се одразио и у њиховом језику: имена, Ахил и Одисеј, као и поједина имена божанстава, на примјер Тетида.
Продор Индоевропљана на Балкан вршен је у више таласа. На то указују и прилично ријетки остаци раног бронзаног доба у Црној Гори: налазишта у Тузима, на подручју Скадарског језера (бакарна сјекира, вјероватно страног поријекла, из доњег Подунавља, из времена око 2000. године прије нове ере) и Ластви (Херцеговина, у непосредној близини црногорске границе) гдје је на путу (Дубровник – Цавтат – Никшић) веома значајном у римско доба, пронађен већи број кремених ножева, типа карактеристичог за прелаз из неолита у метално доба. Поријекло ових ножева је са истока, па се доводе у везу са продором Индоевропљана. Бушене сјекире-чекићи, од камена, из овог периода, пронађени су у Ћеменцима, код Никшића и Штедици, код Подгорице, а везани су, такође, за прве Индоевропљане.
Прве градине (примитивна утврђења) формирају се у раном бронзаном добу. У Црној Гори постоји већи број ових утврђења, која су недовољно испитана. Њихов развој се може пратити, чак и у римско доба. Откривено је доста фрагмената грнчарије, рађене слободном руком и лоше печене, украшене налијепљеним ребрима и прстима изведеним орнаментима.
Хумке или тумули, најкарактеристичнији су начини сахрањивања за праисторијско доба Црне Горе (као и западног Балкана). Распрострањени су у Боки которској, на подручју Бара, Сутомора, дуж сјеверне обале Скадарског језера, у долини Зете, између Подгорице и Скадра, у Бањанима, Паштровићима, Дрпама и Враћеновићима. Има их око Берана, Пљеваља и на Горњем Ибру. Појава ових гробова је такође везана за најранију индоевропеизацију.
У развијеном бронзаном добу (на подручју Европе, од 1500 – 1200. године прије нове ере) присутан је утицај развијених култура области Егеја. Долази до интензивних трговачких веза, микенске културе са грчког копна и унутрашњости Балкана (већ око 1500. п. н. е.) карпатском облашћу, па и Скандинавијом. Поред Микене, поставља се и питање предгрчке трговачке посредничке улоге Крита на обали Јадранског мора, обзиром да је у Макарској (Хрватска) пронађен критски метални слитак. За ово вријеме су карактеристичне сјекире албанско-далматинског и скадарског типа. Познати су налази са окапине у Липцима - Бока которска, Беран –Крша, код Берана, Зогања, код Улциња, Биједића, код Бијелог Поља и Црвене Стијене (наставак живота у пећинама, у појединим подручјима). Нађена керамика је финије израде, рађена руком.
У етничком саставу и култури ове епохе још не може бити ријечи о сигурном раздвајању илирског и трачког елемента – на цијелом подручју Балкана.
Предања из античких извора
Ваља узети у обзир мишљење познатог француског археолога Р. Дисоа (R. Dussaud) који сматра да грчки мит о Кадмосу и Хармонији стоји у вези са етничким и културним продорима из егејске области у правцу Истока (малоазијских Хетита и Феничана) и Запада (данашња црногорско-албанска обала).
Овај мит говори о оснивачу беотске Тебе – Кадмосу и његовој супрузи Хармонији. Постоји легенда да су Кадмос и Хармонија дошли у области око Јадранског мора, на подручје Енхилејаца, а то подручје је била Бока которска, данашња црногорска и дио албанске обале, до Драча. Легенде о овом доласку су различите у појединостима. Псеудо-Скимнос у првом вијеку прије наше ере говори о доласку Кадмоса у Будву, на запрези коју су вукли волови. Још раније, у четвртом вијеку прије нове ере, Псеудо-Скилакс, антички географ, детаљно описује обалу Јадранског мора и подручје Енхилејаца од Бока которске, дуж данашњег црногорског приморја. Аполоније Родски у својим Аргонаутима помиње насељавање неких Кохилђана на илирској ријеци у области Енхилејаца, гдје се налази гроб Кадмоса и Хармоније. По Плинију (III,44) Olcinium, данашњи Улцињ, раније се називао Colchinium, пошто су га основали Кохилђани.
Егејска сеоба народа
Ова сеоба, у бронзаном добу, представљала је велику миграцију народа у егејско – малоазијској области, током више вјекова (око 1200. до око 800. године прије нове ере). Племена са Балкана, касније позната као Трачани и Илири, имали су у овој миграцији значајну улогу, а помјерања су морала захватити, макар једним дијелом и предио данашње Црне Горе. У ово вријеме поставља се и прича о опсади и паду Троје (Хомер наводи имена низа јунака и народа из унутрашњости Балканског полуострва, који су са Грцима напали на овај малоазијски град). Великој сеоби припада и најезда Дораца у ахајску Грчку. Егејска сеоба је представљала опасност за моћни Египат. Након што су ови народи уништили јако краљевство Хетита и градове на Криту, у петој години владавине фараона Менерптаха (1225—1215 прије н. е.) помињу се налети „људи са мора“. Ови налети на Египат са копна и мора обновљени су и у вријеме посљедњег великог фараона, Рамзеса III, који је успио да их порази и одбије. Имена ових нападача на фараонову земљу дају египатски извори тога времена. Добрим дијелом су ту у питању групације народа са Балканског полуострва и из Мале Азије.
	Из периода егејске сеобе, на сјеверу Црне Горе пронађене су шупље бронзане сјекире-келтови, калуп за ливење специјалне варијанте сјекира овог типа, као и накит.

### Гвоздено доба
Период халштата настаје на крају великих миграција (800. година прије нове ере) и траје до VI вијека старе ере. То је период извјесне културне стабилизације домаћег становништва на Балканском полуострву. Јасно се издвајају поједина илирска племена (позната касније по писаним изворима) као и њихова подручја. Значајни илирски тумули из овог периода налазе се у Готовуши, код Пљеваља, у Петровићима (Бањани) као и у области Будимље (Беране). Овој епоси припадају и гробна мјеста уклесана у стијени, на Мијелима, код Вир-Пазара, као и тумули на сјеверној обали Скадарског језера.
У латенском периоду гвозденог доба, од VI вијека п. н. е. међу Илирима јача племенска аристократија (богати гробни налази) и ствара се основа за касније племенске савезе и стварање илирске државе. Илири увозе луксузну грчку робу (керамика, накит, тканине).
Грчки је утицај био присутан и раније, али је од VI вијека прије нове ере био све интензивнији. Мада су Грци основали многе колоније у Медитерану, по свему судећи у дијелу обале Јадранског мора, на подручју данашње Црне Горе, нису успјели у насељавању колониста, јер им то није допуштало домородачко илирско становништво.
Умјесто тога, постојали су само поједини грчки тржишни центри — емпорији. Један од њих је, током VI—V вијека прије нове ере, био у Будви (Butua). Први помен овог илирског града налазимо у V вијеку прије нве ере, код Софокла, а Псеудо-Ксилакс наводи да се од њега до Драча путује морем дан и ноћ, а копном три дана. Будва је позната и по каснијим, богатим грчким налазима, када је утицај са Егеја био још већи. Из овог периода у овом граду су пронађени ратнички шљемови (грчко-илирски) који са парагнатидама (штитницима за образе) подсјећају на коринтске, али им за разлику од њих недостаје штитник за нос (назал). Шлемови су увожени из Грчке (пронађени датирају из V-VI вијека п. н. е.) и били су омиљени међу Илирима, а то се вјероватно тиче и осталих дијелова заштитне војничке опреме. На територији данашње Црне Горе свакако је било и више грчких емпориона и у унутрашњости.
Залив Бока которске био је погодан заклон за илирске гусаре, па се сумња да би као један од емпорија могао представљати њихов утврђени град Ризон (Рисан). У непосредној близини Црне Горе, албански градови Скадар и Љеш, такође су некада били емпорији. У њима су трговци размјењивали робу са домородачким становништвом. Грци су без сумње упловљавали из Јадранског мора и ријечним токовима (Дрим, Неретва) ширили трговину у ближу унутрашњост.

## Античко доба

### Илири
Претпоставља се да су племе Илири, односно Илири у ужем смислу ријечи, живјели источно од Неретве. Њихово име је касније пренијето на низ других племена, као скупни назив. Географ Помпоније Мела и Плиније Старији, у првом вијеку наше ере, помињу " праве Илире " (Illyri proprie dicti) као и друга племена. Племена Илира, у предјелима данашње Црне Горе, била су: Ардијеји, Плереји, Енхилејци, Лабеати, Доклеати, Пирусти и Аутаријати.

### Продор Келта
Након опсаде Рима, коју вршили 390. године прије нове ере, Келти су продрли у дио Јадранског приморја (западни Балкан), а можда и у предио данашње Босне. Страбон наводи податак о мјешању Келта (Гала) са илирским племеном Јапода, које је живјело у југозападној Босни, Лици и дијеловима Словеније, што не мора значити и мјешање у етничком смислу.
У свом другом походу, Келти су преко Паноније и Дунава кренули према југу, ка Македонији и Делфима, али су претрпјели пораз. Удружена келтска племена су разбијена. Стоји Теопомпов податак о сукобу Келта и илирског племена Ардијеји, 359–358. године прије нове ере, као и примијењеном келтском ратном лукавству, које се састојало у тровању противника храном. Могло би се прихватити и тумачење о сеоби Аутаријата (потиснутих Келтима) и њихово покоравање Трибала. По другом, сигурнијем извору, Аутаријате су уништили Скордисци (келтско племе, које се стационирало између ријека Мораве и Дунава, па и у Срему, након неуспјелог похода на Македонију и Делфе, 279. године старе ере) а који су се касније измијешали са Трачанима и Илирима.
У предјелима данашње Црне Горе, на једном запису у граду Дукљи (Доклеја) помиње се келтска богиња Епона, чији је култ везан за коња. Овај натпис јој је посветио војник једне римске кохорте (Cohors VIII voluntarium) јер је наведена богиња поштована од стране коњичких војних јединица у Риму. Из тог разлога ово се не може узети као доказ о животу и задржавању Келта међу Доклеатима и другим илирским племенима на подручју данашње Црне Горе, уколико су и прошли овим подручјем. Елементи келтског карактера (као њихов утицај) овдје се јављају само у извјесним формама накита из каснијег периода (I и II вијек прије нове ере, а не из времена наведеног келтског продора на Балкан) .

### Ратови Илира и Римљана
Илирска племена, прилично конзервативна, живјела су и у неприступачним брдским и планинским предјелима и тешко их је било покорити. На то указују тешкоће и дуготрајне борбе које су Римљани морали водити са Илирима. На јачање моћи Илира указује још њихов сукоб са Македонијом и прогон њиховог краља Аминте III из земље од стране Илира. Илирски владар Плеуријас, водио је рат са краљем Филипом II Македонским (359—336. п. н. е.). Македонци и Илири су у ратовима били и савезници. Тако је, вијек касније, у сукобу македонског краља Деметрија и Етолаца, по позиву Македонаца илирски краљ Аргон поразио Етолце, 231. године прије нове ере, након чега је убрзо и умро (230).

#### Први илирски рат
Вођен је против Рима. Аргонова насљедница, илирска краљица Теута, напада Епир и пљачка главни град Фојнику, а затим показује своју моћ истовременим нападима на Ису, Аполонију и Епидамнос (Драч). Осваја Коркиру (Крф) у којој за управника поставља свог војводу Димитрија Хварског (поријеклом Грка).
Грчки градови, угрожени од Илира, обратили сусе за помоћ Ахајцима, Етолцима и Римљанима. Као разлог за своје мијешање Рим је навео опсаду Исе и гусарење Илира по Јадранском мору. Римски посланици, браћа Луције и Гај Коруканија и исејски посланик Клеопор, упућени су Теути. Један од посланика је по повратку убијен, а Римљани 229. године започињу рат, упркос покушајима Теуте да наведени инцидент изглади. На Илире су послати конзули Гнеј Фулвије и Аул Постумије. Димитрије Хварски прилази без борбе Римљанима и предаје им Коркиру, а затим падају и градови Епидамнос и Аполонија. Са доласком зиме римске се легије повлаче, штитећи освојене територије. Године 228. п. н. е. Теута, која се повукла у Рисан, тражи мир са Римом и тако губи већи дио своје територије. Овим мировним уговором остварила се римска политика разбијања савеза племена и моћи Илира на супротној обали Јадранског мора.

#### Други илирски рат
Димитрије Хварски, кога су Римљани поставили за управника новоосвојених илирских провинција, јачао је своје позиције на овом дијелу Балкана. Ослонио се на македонског краља Антигона Досона и оженио се другом Аргоновом женом, Тритеутом, зближивши се са њеном породицом. Користио је заоштравање односа Рима и Картагине, пред почетак другог пунског рата, покушавајући да освоји Пилос у Месинији. Угрожавао је и обале Егејског мора и заратио са Римом. Након пораза од римских снага, Димитрије је побјегао новом македонском краљу, Филипу V.

### Провинција Илирик
У вријеме Римске државе, област данашње Црне Горе је припадала римској провинцији Илирику, а затим провинцији Далмацији. Историјски извори помињу да је Цезар поред Галије на управу добио и Илирик, а исту провинцију је 40. године прије нове ере, уговором у Брундизијуму добио и Октавијан.

### Провинција Далмација
Ова је провинција обухватала Јадранско приморје (изузимајући Истру), данашњу Црну Гору, Босну и Херцеговину и западни дио Р. Србије. Административни центар ове провинције налазио се у Солину (Salona), у данашњој држави Хрватској(Далмацији).
Као провинција формирана је у вријеме владавине Октавијана Августа. Конзул Вибије Постум (Vibius Postumus vir consularis, praepositus Dalmatiae) помиње се у 8. години нове ере као заповједник Далмације. Од 11. године нове ере постаје царска провинција, на челу са легатом. У овој провинцији ропство је било веома слабо развијено, а основ економике су чиниле старе привредне гране: земљорадња и сточарство.

## Средњи вијек
Средњовјековно раздобље у историји државног подручја данашње Црне Горе започиње током 6. вијека у доба Велике сеобе народа, а окончава се крајем 15. вијека у доба турског освајања.

### Досељавање Срба и оснивање обласних држава
Током раног средњег вијека, на подручјима која припадају данашњој Црној Гори дошло је до великих политичких и демографских промјена. Током 6. и 7. вијека, у југоисточну Европу се досељавају Словени, међу којима су били и Срби. Досељавањем српских племена, на ширем простору античке Далмације, Превалитане и других бивших провинција настају прве обласне државе: Дукља, Травунија, Захумље и Неретљанска кнежевина у приморским областима и Кнежевина Србија у унутрашњости. Током раног средњег вијека, јужна половина данашње Црне Горе спадала је у област Дукље, односно Зете, док је сјеверна половина припадала тадашњој Кнежевини Србији, којом је владала династија Властимировића. У исто вријеме, најзападнији дио данашње Црне Горе припадао је Травунији.
Током 6. и 7. вијека, у вријеме аварских и словенских упада на територију Византије, дошло је до потпуне пропасти царске власти у многим областима, укључујући и покрајину Превалитану, која је обухватала највећи дио данашње Црне Горе. Након досељавања, словенско становништво је по правилу запосједало жупске предјеле, док се старо романско становништво повукло у приморске градове и тешко приступачне планинске крајеве. Почевши од прве половине 7. вијека, односно од времена владавине византијског цара Ираклија (610—641)), међу досељеним Словенима посебно се истичу Срби. На просторни опсег српских земаља у раном средњем веку први је указао франачки хроничар Ајнхард, који је у својим Аналима франачког краљевства (Annales Regni Francorum) забиљежио, под 822. годином, да су Срби народ који држи велики дио Далмације (ad Sorabos, quae natio magnam Dalmatiae partem obtinere dicitur).
О раној средњовјековној историји држаног подручја данашње Црне Горе најзначајније податке је оставио византијски цар Константин VII Порфирогенит (945-959) у свом знаменитом историографском делу под насловом De administrando imperio. Ово дјело свједочи да су на просторима некадашњих царских покрајина Далмације и Превалитане формиране нове државне јединице, односно склавиније, које је Константин Порфирогенит називао Србијом, Паганијом, Захумљем, Травунијом и Дукљом. Према данашњим границама Црне Горе, њени најзападнији дијелови припадали су Травунији, сјевероисточни ужој Србији, а средишњи и југоисточни Дукљи. Док је за остале кнежевине изричито навео да су их населили Срби, то није назначио и за Дукљу, али се по редоследу набрајања области и распореду насељавања може поуздано закључити да су и Дукљу населила управо српска племена, што потврђују и други извори. Дукља се простирала од ријеке Бојане до Котора, и није ишла даље у дубину од планина које су чиниле вододјелницу слива Мораче према сливу Лима. Први познати владар дукљанских Срба био је кнез Петар, који је владао у 10. вијеку, а познат је на основу сачуваног оловног печата.
Рана средњовјековна историја западних и сјеверних дијелова данашње Црне Горе, који су припадали Травунији и тадашњој Кнежевини Србији, боље је позната од историје преосталог дијела који је припадао Дукљи, пошто списи Константина Порфирогенита пружају више података за прве области. То се у првом реду односи на Кнежевину Србију, којом је током раног средњег вијека владала династија Властимировића. Византијски цар Константин Порфирогенит у свом дјелу De administrando imperio посвећује велику пажњу историји Кнежевине Србије, којој су припадали и сјеверни дјелови данашње Црне Горе. Средином 9. вијека, за вријеме владавине кнеза Властимира, извршено је повезивање Кнежевине Србије са Травунијом. Према свједочењу Константина Порфирогенита, кнез Властимир је удао своју ћерку за травунског жупана Крајину, подаривши му титулу обласног кнеза ("архонта"). Тиме је Травунију везао за средишњу Србију, у чијем је саставу она остала као вазална област до средине 10. вијека. За вријеме владавине кнеза Властимира и његових насљедника главни непријатељ Кнежевине Србије била је Бугарска. Иако су српски кнезови у више наврата успешно одбијали нападе са истока, бугарска војска је око 924. године успела да окупира источне и средишње области, укључујући и сјеверне дјелове данашње Црне Горе. Након трогодишње окупације, бугарску војску је око 927. године протерао кнез Часлав, који је уз помоћ Византије обновио и ојачао Кнежевину Србију.
У вријеме византијског цара Јована Цимискија (969–976), под византијску власт су поред цијеле Бугарске потпале и поједине источне и средишње српске области у којима је организована посебна византијска војно-управна јединица, позната као Катепанат Рас. Седиште византијског намјесника те области било је у граду Расу, а под његову управу су спадали и сјеверни дјелови данашње Црне Горе.

### Стварање државе Војисављевића
Овај кнез српске државе Дукље, се први пут спомиње 990/991. године. Он је био син Петриславов, унук Хвалимиров, а праунук Тугемира (чији је деда из Требиња, у Травунији, завладао Дукљом). Сједиште му је било поред цркве Пречисте Крајинске и био је вазал цара Самуила, чијом се кћерком Теодором-Косаром, оженио. Крајем 10. и почетком 11. вијека, у Дукљи је владао српски књаз Јован Владимир који је као византијски савезник признавао врховну власт цара Василија II. Када је српско-бугарски цар Самуило око 997. године напао Дукљу, Јован Владимир се повукао у неприступачне планинске пределе у околини Скадра. Како није имао снаге да се одупре, предао се, али је остао на челу Дукље оженивши се Самуиловом ћерком Косаром. Убијен је у Преспи, 22. маја 1016. године. Канонизован је и постао је Први(хронолошки) српски светац. Убијен је на превару и кривоклетство, 22. маја 1016. године у Преспи, од стране Самуиловог братанца Јована Владислава. Овај српски дукљански кнез обзиром да је живео у X-XI веку - најстарији је Србин са ореолом свеца. Његов култ још живи, а мошти му се налазе у манастиру Шин Ђон (Свети Јован) у Елбасану (Албанија).
Кнеза Владимира је наследио његов нећак, Војислав. Извори из Византије га називају: Травуњаниним и Дукљанином. Постоји и мишљење да је он легендарни кнез Доброслав из „Барске хронике“. Послије неуспјелог првог устанка против Византије, заточен је 1036. у Цариграду, одакле бјежи, 1037. или 1038. године. У византинској Дукљи он се одметнуо, нападајући друга племена, која су признавала византинску власт. У периоду његове владавине најзначајнији догађај је била битка код Бара, 1042. године. У њој је кнез Војислав великом побједом над византинском војском донио независност Дукљи. Ова српска кнежевина се у византинским хроникама од тада назива и Зета и тај назив постепено замјењује стари (Дукља). Посљедица побједе код Бара је била и та да је Дукља једна од првих српских земаља којој је Византија службено признала државни суверенитет и независност. Претпоставља се да је кнез Војислав умро непосредно послије ове битке, најкасније 1043. године (по Барском родослову, владао је 25 година). До 1046. Дукљом владају петорица браће, као обласни господари, кнежеви појединих жупа, под врховном влашћу мајке и најстаријег Гојислава. У овом периоду заједничке власти браће, настао је најстарији познати службени писмени уговор у дукљанској држави. Садржај уговора, склопљеног између дукљанских кнежева, браће Михаила (владара Облика) и Сагенека (владара Горске жупе) препричан је у Барском родослову.

### Уједињење српских области у јединствену државу
По мајчиној смрти, око 1046. године, Михаило, син кнеза Војислава проглашава се за господара (кнеза) Дукље. Владао је око 35 година, најприје као кнез, а потом као краљ. За вријеме његове власти слиједи даљи успон државе (византијски цар са Дукљом склапа уговор о савезништву и пријатељству). За време Михаиловог владања долази и до црквеног раскола, 1054. године. Врло рано, међу представницима хришћана, јавили су се спорови по разним теолошким питањима. Први раскол (шизма) догодио се на католичку и источну (послије реформације: грчко-православну) цркву. Овај се догађај збио десет година по осамостаљењу Дукље, а гранична линија двије хришћанске цркве – прешла је и преко територије коју заузима данашња Црна Гора. Ова граница из 1054. ишла је истом замишљеном линијом, као и 395. године, када се Римско царство подијелило на Источно и Западно. Послије раскола хришћанске цркве, кнез Михаило је подржао већу самосталност Цркве у Зети и државну оријентацију према Западу. Михаило је 1077. године од папе Гргура VII добио краљевске знакове (rex Sclavorum) чиме је и Дукља била призната као краљевина. Овај се догађај осликава и у каснијој епохи, за владавине Немањића. Краљ Михаило се посљедњи пут спомиње 1081. године.
Као будући насљедник краља Михаила Бодин је на Балкану имао значајну улогу у устанцима против Византије, па се у доба његове владавине утицај и територијални простор Дукље шири и на сусједне државе: Рашку, Босну и Бугарску. Наиме, пред крај владавине краља Михајла, догађају се велике промјене у омјеру снага на Балканском полуострву. Византија је исцрпљена грађанским ратовима. Нормани из Јужне Италије припремају поход на Цариград. На страни Византије, у почетку, Михајлов син је узнемиравао Нормане. Уз Византинце је тако стала млетачка флота и један одред под Бодином. До битке је дошло 1081. године, под Драчом. Био је то византински пораз. Када је настало расуло међу византинским најамницима (турски одреди) Бодин се држао по страни, не улазећи у борбу. Што више, Бодин ће се окренути Норманима. У априлу 1081. године оженио је норманску принцезу Јаквинту, ћерку Архириза, вође норманске странке у Барију. Према Аналима града Барија (Annales Barenses): „Архириз је дао сину Михајла, краља Срба, своју кћер за жену“.
По смрти краља Михаила, као самосталан владар, Бодин се помиње 1085. године, када је, искористивши смрт Роберта Гвискара и промјену снага на Балкану, од власти „франака“ („de potestate Francorum“) освојио grad Драч и цијелу драчку област. Чим је постао краљ, настојао је из Дукље протерати супарнике, Радослављеве насљеднике (синове најстаријег Радослављевог сина Бранислава и његову браћу). Посредник у помирењу је била Барска архиепископија, односно први барски архиепископ Петар.
Послије овако склопљеног мира, године 1083. или 1084. - краљ Бодин предузима походе на Рашку и Босну, па их присаједињује краљевини Дукљи. У Рашкој поставља на власт два жупана са свог двора: Вукана и Марка, од којих добија вазалну заклетву.
Дана 8. јануара 1089. године, Бодин успева Бару издејствовати ранг надбискупије, користећи расцјеп у католичкој цркви и борбу око папског пријестола између Виктора III и Урбана II са једне стране и Клемента III (антипапе) са друге. Као први од барских надбискупа помиње се Петар (1064—1094) устоличен 1089. године, од стране папе Александра II.
Међутим због свог држања у бици код Драча, краљ Дукље је изгубио повјерење Византије. Византија из добијеног Драча почиње офанзиву на Дукљу и повратила је одузете градове (мали епископски градови: Дриваст, Сард, Спата, Балеч). Бодин је био поражен и заробљен, мада није познато мјесто одлучујуће битке.
Писац Барског родослова описује само унутрашње борбе краља Бодина и његових стричевића (Браниславићи) и није наклоњен краљу Дукље. То је по овом писцу био и узрок рата између Дукље и Дубровника. Бодинов кнез у Босни, Стефан, четири је године опсједао Дубровник, 1104. godine (опис опсаде по дубровачкој „Analista I“). Носиоци одбране града били су Бранислављева браћа и синови, са својим људима из Дукље (њих око 400) а који су послије заробљавања Бранислава у Скадру, потражили уточиште у овом граду. Под зидинама Дубровника, краљ Бодин је осветољубиво погубио Бранислава и његовог брата (сахрањени у Локрумски бенедиктански манастир). Како грађани Дубровника већином нису жељели страдати због међусобног ривалства и сукоба у Дукљи, Браниславићи се са људима преко Сплита и Апулије склањају у Цариград. Краљ Бодин је, вјерује се, заузео Дубровник и подигао тврђаву (кулу) али је вероватније да је његов босански кнез Стефан само сазидао кулу испод брда Срђа, да би одсекао Дубровчане од копнених путева. Према легенди коју налазимо код дубровачких аналиста, Дубровчанима је кулу, неколико година касније, предао Utivigo Gradiense, њен заповедник и тим гестом заслужио право грађанства (према истој легенди, од тог човека потиче дубровачка властелинска породица Градићи). Писац Барског родослова каже да је краљ Бодин владао Дукљом двадесет шест година и према томе умро 1108. године. Сахрањен је по „more regalli“, у манастиру св. Срђа и Вакха, на Бојани. Послије Бодинове смрти, моћ Дукље је опадала и територијално и политички.

### Зета у доба Немањића (1186—1360)
Како свједочи Стефан Првовјенчани, присаједињење Дукље је за великог жупана Стефана Немању била борба за „дједину” и „отачество” у којем је Стефан Немања био и рођен. Управу над припојеном Дукљом, дао је најстаријем сину Вукану. Дукља је у Немањићкој држави, у почетку, очувала краљевску традицију преко титуле коју су носили Вукан и његови синови Ђорђе и Стефан.
Стефан Немањић (? -1228) син великог жупана Немање, наследио је очеву титулу 1196. године и као жупан владао до 1217. године — када постаје краљ Србије, Стефан Првовенчани. Дијелом његове владавине у Дукљи (отада Зети) влада краљ Вукан (Вук) Немањић, до средине 1208. године. Овај владар Зете (Дукље) био је под централном влашћу краља Србије. Назив „краљ“, за управника једне кнежевине у оквиру већ постојеће краљевине Србије, представљао је настављање самосталне државне традиције краљевства Дукље. Најстаријег Немањиног сина, Краља Вукана, у управи Зетом наслеђује син Ђорђе Немањић, такође са титулом краља Дукље, потом са титулом улцињског кнеза (1241) и дукљанског кнеза (1242). Као насљедник Стефана Првовенчаног, Србијом од 1228 до 1234. године влада краљ Стефан Радослав Немањић (1192 –послије 1235). Умро је као монах Јован. Краљ Стефан Владислав Немањић (? -1267) владао је од 1234. до 1243. године. Пред крај његове владавине, у годинама од 1241. — 1242. долази до велике најезде Татара. Ови су ратници опустошили Угарску и гонили њиховог краља Белу IV до обале Јадранског мора. Дио Татара је наставио продор дуж обале Јадрана и прешао границу рашке краљевине, у области кнежевине Зете. Опустошили су утврђени град Котор, али бедеме града Улциња нису успели савладати. Устремили су се на сусједни, епископски град Свач (Шас) између Јадранског мора и Скадарског језера, разоривши га и убивши већину становника. Уништили су Град Дриваст, а вероватно и Сапу, на реци Дриму, јужно од Скадра. Преко рашке области краљевине Србије, Татари су се затим вратили у пределе сјеверно од Црног мора.
фебруара 1331. године, у Зети долази до сукоба краља Стефана Дечанског и његовог сина Душана, на чијој су страни били зетски великаши. Српски краљ је са војском упао у Зету и опустошио Душанову област, као и његов „двор“ који се налазио близу града Скадра, на обали Дримца. Млади краљ је са зетском властелом побегао на другу страну Дрима, тражећи помоћ, савјете и подршку Дубровчана. Овај догађај је изазвао нереде и несигурност у читавој краљевини, што се нарочито одразило на трговину. Након што су Дубровчани успјешно посредовали у измирењу оца и сина, у мају 1331. године, у земљи је завладао мир. Биограф Стефана Дечанског говори о измирењу и повратку старог краља „у своју државу“. Међутим, по биографу, краљ је наставио да мрзи сина, што ће опет довести до сукоба, док се Душан представља у позитивном свјетлу, покушавајући смјерно да умилостиви оца. Претпоставља се, да је Душан основано страховао да ће пријесто наследити његов полубрат Симеон (Синиша) од друге краљеве жене Марије. У вези са тим се поставља питање: да ли је биографија писана касније, за владавине и под утицајем краља Душана, обзиром да је неодређена и једнострана. Неповјерљив према оцу, Душан је своју властелу у Зети позвао да пођу „у стране народе, да не погинемо превременом смрћу“. Зетски властелини су одлучно одбили овај Душанов предлог, не желећи напустити своја имања и породице. Успјели су убједити престолонасљедника да се супротставе краљу. Са малобројном војском својих присталица, претежно Зећана, Душан успјева изненадити оца, опколивши га у дворцу Неродимљи. Након бјекства, Стефан Дечански, снова је опкољен у Петричу, и присиљен на предају. Након два мјесеца тамновања у Звечану, српски краљ Стефан Дечански изгубио је живот под нејасним околностима. Владар несрећне судбине, сахрањен је у манастиру Дечани, четири године по својој смрти, након што је грађевина завршена. Већ 22. септембра 1331. године, у дворцу Сврчину, Душан је крунисан за краља Србије, као Стефан Душан.
Нови краљ у Зети није поставио младог краља, као управника, обзиром да још није имао дјеце. Године 1332. забиљежена је у Зети побуна војводе Богоја и арбанашког властелина Димитрија Суме, који су били незадовољни, што од краља нису били награђени онако како су очекивали. Побуњеници су наносили штете млетачким и дубровачким трговцима, али нема података о томе како је ова побуна угушена. Барски надбискуп Гијом Адам, у једном спису предочава француском краљу да се „краљевство Рашке“ може освојити са 1000 коњаника и 5000 до 6000 пјешака, уз помоћ угњетених становника у градовима. Међутим, то је била погрешна процјена. Зетска властела, било Срби, Арбанаси или Латини, ни у једној борби коју су рашки краљеви водили са спољним непријатељем, нису окренули леђа својим владарима. То се показало тачним и касније, у многим биткама које је водио краљ и цар Душан. Стефан Душан влада као краљ Рашке од 1331. до 1345. године. Са царском титулом владао је од 1345. до 1355. године. Године 1349. донесен је Закон Благовјерного Цара Душана (Душанов Законик) а допуњен је 1354. године. Душанов успон показује како је Зета у XIV веку добила значајнију улогу у држави, захваљујући снажној властели, трговини и значајним изворима прихода од градова и тргова. Након смрти српског цара Стефана Душана (1355) долази до јачања обласних великаша међу којима се на подручју Зете истичу Балшићи, који су за вријеме владавине цара Уроша (1355-1371) постали обласни господари Зете, стекавши након цареве смрти пуну самосталност, чиме је означен почетак новог раздобља у историји Зете.

### Зета у доба Балшића (1360—1421)
Зета у доба Балшића је историографски назив за српску средњовековну област Зете у доба владавине великашке династије Балшића, од око 1360. до 1421. године. Током тог раздобља, Зета је обухватала средишње и јужне делове данашње Црне Горе и северне делове данашње Албаније, а привремено се ширила и на неке друге области у непосредном сусједству. Након изумирања владарског рода Балшића (1421), Зета је постала део Српске деспотовине.
У вријеме када се јужна половина данашњег државног подручја Црне Горе налазила у посједу Балшића, западне и сјеверне област су улазиле у састав других српских области: Земље Војиновића и Земље Бранковића, а знатан дио тог подручја је у раздобљу од 1373. до 1377. године потпао под власт босанског бана и потоњег српског краља Стефана Твртка I, који је 1382. године основао град Нови, касније прозван Херцег-Нови.

### Зета у саставу Српске деспотовине (1421—1452)
Зета у саставу Српске деспотовине је историографски назив за српску средњовијековну област Зете за време владавине српских деспота Стефана Лазаревића и Ђурђа Бранковића, од 1421. до 1456. године. Током тог раздобља, Зета је обухватала средишње и јужне делове данашње Црне Горе, као и део данашње северне Албаније. Зета је 1421. године, након изумирања династије Балшића, ушла у састав Српске деспотовине. За време владавине Стефана Лазаревића (1421—1427) и његовог наследника Ђурђа Бранковића (1427—1456), на ширем подручју Зете су вођене честе борбе са Млетачком републиком на једној и Османским царством на другој страни. Током времена, Млечани су успели да успоставе своју власт у приморским градовима, а Турци су 1456. године преузели тврђаву Медун, посљедње упориште Српске деспотовине у Зети. У међувремену, на зетском подручју је створена нова обласна држава Зета под влашћу династије Црнојевића.

### Зета у доба Црнојевића (1452—1496)
Зета Црнојевића је историографски назив за српску средњовијековну област Зете у доба владавине династије Црнојевића, од око 1451. до 1496. године. Током тог раздобља, Зета је обухватала средишње и јужне дијелове данашње Црне Горе, са Жабљаком и Цетињем као главним градовима. Настала је након повлачења Српске деспотовине са тог подручја у раздобљу од 1451. до 1456. године, а постојала је све до 1496. године, када потпада под власт Османског царства. Током овог раздобља, за подручје Горње Зете почиње се користити и назив Црна Гора. На овај период се непосредно надовезује рано раздобље турске власти, од 1496. до око 1530. године, током кога су значајну улогу на том простору имали последњи представници породице Црнојевића, Стефан II Црнојевић и црногорски санџакбег Скендер Црнојевић. Они су потомци кефалије Илије из доба краља Милутина, а владали су као властела брдовитом облашћу изнад Боке которске и Будве, која је у време Османског царства махом обухваћена Катунском нахијом. Посљедњи господар Зете је био Ђурађ Црнојевић. Он је 1496. напустио Зету и упутио се, са породицом и пратњом, у Венецију. Тако је и посљедња област српске средњовијековне државе пала под власт Османског царства. Ђурађ је био значајан и по културној дјелатности. Он је у Зети отворио прву српску и словенску штампарију на Балкану, из које је јануара 1494. године изашао Октоих првогласник, а затим Псалтир са последовањем, Октоих петогласник, Требник и Цвјетни триод.

## Рани нови вијек

### Црна Гора између Турака и Млетака (1496—1696)
У јесен 1496. године, турски султан је затражио од Ђурђа Црнојевића да одмах дође у Цариград на поклоњење, или да у супротном напусти Црну Гору. Нашавши се у опасности, Ђурађ је одлучио да пребјегне под заштиту Млечана, а његов млађи брат Стефан Црнојевић се понадао да ће га султан поставити за новог владара Црне Горе. Међутим, његов план се није остварио пошто Турци нијесу жељели да Стефану повјере политичку власт, али су му ипак дозволили да у личном посједу задржи дотадашње породичне посједе Црнојевића. Непосредно по запосиједању земље, Турци су на подручју дотадашње државе Црнојевића створили посебан вилајет Црнојевића, који се налазио у саставу Скадарског санџака, а први попис новоствореног вилајета обављен је непосредно након успостављања нове власти, тако да се већ у марту 1497. године помиње да је тај посао довршен.
По успостављању власти, Турци су широм земље завели порезе и спахијске дажбине као и у осталим дијеловима царства. Раја је плаћала ушур (десетину), харач, испенџе и друге дажбине тзв. бадухаве. Уведена су два тимара за двојицу спахија и тимар, који се састојао од једног села, за кадију. Поред двојице спахија, који су добили и монопол на трговину вином, постојало је 53 муселима чија је имовина у потпуности ослобођена сваког пореза и дажбина. Сви муселими су били Срби, а и за спахије се чини да су били домаћи људи. Послије пада, Срби хришћани су били изложени разним прогонима и угњетавању од стране муслимана, укључујући и злогласни систем "данка у крви", принудног превјеравања (исламизације), разне шеријатске неједнакости, укључујући присилни рад, џизју, оштро опорезивање и ропство.
Током првих година турске власти, скадарски санџакбегови су настојали да учврсти непосредну турску власт у вилајету Црнојевића, али уз знатне потешкоће због нарастајућег турско-млетачког супарништва, усљед чега је 1499. године дошло до званичног избијања млетачко-турског рата (1499—1503). Већ у то вријеме постало је очигледно да међу покореним становништвом постоји тежња ка сарадњи са Млечанима у циљу ослобођења од турске власти. Ради сузбијања млетачког утицаја и учвршћивања сопствене власти, султан је 1513. године донио одлуку о издвајању дотадашњег вилајета Црнојевића из састава Скадарског санџака, након чега је на том простору створен посебан санџак Црна Гора. За првог (и јединог) санџакбега постављен је Скендер Црнојевић, најмлађи брат посљедњег зетског господара Ђурђа Црнојевића. У исто вријеме, озваничен је и другачији начин прикупљања пореза, тако да је становништво од куће и баштине плаћало филурију, која је износила 55 акчи. Од тога је 33 припадало султану, 20 спахији, а две акче сакупљачу пореза. Пошто спахија није било, приход који је требало да се исплаћује њима, уступан је санџак-бегу. Након смрти Скендера Црнојевића око 1530. године, укинут је санџак Црна Гора, а на његовом подручју створен је вилајет Црна Гора, који се налазио у саставу Скадарског санџака.
Већ током 16. вијека, постепено је растао значај православне јерархије, чији је положај пред турским властима био регулисан путем султанових берата. Данашње подручје Црне Горе било је у то вријеме подјељено између три епархије: Цетињске, Будимљанске и Херцеговачке, које су се почевши од 1557. године поново налазиле у саставу Српске патријаршије. За разлику од будимљанских и херцеговачких владика, који су столовали дубоко у унутрашњости, под чврстом турском влашћу, цетињски јерарси су захваљујући пограничном положају своје епархије почели да добијају ширу улогу у друштвеном и политичком животу на просторима (старе) Црне Горе, што је дошло до посебног изражаја током 17. вијека, чиме је створена основа за потоње стварање посебног облика хијерократске власти, из које се потом развила и специфична владичанска држава у Црној Гори.

### Црна Гора у борби за ослобођење (1696—1796)
Кад је 1684. године Млетачка република ступила у савез с Хабзбуршком монархијом, Пољском и папом, кренула је она на акцију и сусједна српска (црногорска и херцеговачка) племена. Устанак црногорских племена, иако угушен поразом код Вртијељке (1685), почетак је ослобођења Ц. Г. од Турака. Млечићи су свим средствима радили, да ЦГ придобију за себе и огорче против Турака. Као хришћанска сила, у симпатичном покрету Св. Савеза, Млеци су постигли успјехе и добили су чак изјаву црногорскога збора, да ЦГ прима њихову власт. 1688. дошла је на Цетиње млетачка посада, али се у њему одржала само до 1692. Тај млетачки неуспјех убио је престиж републике код црногорских племена. Али покренута акција за ослобођење тиме није пропала.
Значајна прекретница у историји старе Црне Горе означена је избором владике Данила Петровића Његоша (1697), чиме је започело ново раздобље током кога су Црном Гором управљале српске православне владике из куће Петровића Његоша, који су поред положаја духовних старешина стекли и положај народних поглавара. Ово раздобље је трајало до успостављања свјетовне власти и стварања Књажевине Црне Горе (1852).
Право ослобађање Црне Горе од Турака започиње управо са владиком Данилом, из племена Петровића-Његуша (1700—1735). За његово вријеме везана је истрага домаћих потурица, која се сматра као прво право дјело дефинитивног раскида с Турцима, Као такво прославио га је Владика Петар II Његош у Горском Вијенцу и народна традиција ЦГ. Та истрага је спорна, исто као и њен датум. Данас се узима обично, да је исељавање исламизираног становништва са простора Црне Горе био дуготрајан, континуиран процес.
За Данилова времена почеле су јаче везе ЦГ с Русијом. Тражећи савезника против Турака, Петар Велики је у првом реду помишљао на балканске православце (у првом реду Србе) и упутио им је 1711. један манифест, позивајући их у заједничку борбу против Турака. Црногорци су се одазвали и почели борбу, која је на њих навукла гњев противника и тешке освете 1712. и 1714. У невољи они су слали владику у Русију (1715), који им је отуда донио само нешто незнатне материјалне помоћи, и обраћали су се Млецима, да их узму у своју заштиту (1717). Отада, доиста, сва се црногорска политика води у колебању између сусједних Млетака, који понекад могу бити од користи, и између далеке једновјерне Русије, за коју народ има много симпатија.
Постепено изграђивање Црне Горе као политичког ентитета у раздобљу од краја 17. до средине 19. вијека остварено је првенствено захваљујући кључном доприносу Цетињске митрополије, која је представљала главни стожер окупљања духовних и народних првака. Захваљујући великом угледу, цетињски митрополити су током овог раздобља успели да окупе разједињене и завађене племенске главаре. У исто време, постављени су темељи за изградњу средишње земаљске управе у Црној Гори. Тиме је створен специфичан облик политичке власти, у коме се на челу земаљске управе налазило свештено лице, што се у политичкој теорији означава као хијерократија.
Владику Данила наслиједио је његов синовац Сава (1735—1782). Пошто је једнога достојанственика наслиједио његов сродник не по личној вриједности, него по породичним везама, створен је престиж породице Петровића Његуша. Власт владике није била велика и била је дуго времена више духовна и морална него стварна, али је ипак дизала вриједност једне породице. Ту вриједност оспоравају Петровићима чланови породице Радоњића, из чијих су редова, по насљедству, били гувернадури. То није била народна част, него је тај чин долазио као млетачка ознака за њене, најприје чиновнике, а онда повјеренике у ЦГ. Гувернадури су жељели, да свјетовну власт врше они, а духовну владике. Доиста, у 18 вијеку државни печат се располовљава и једну половину држи гувернадур, а другу, владика.
Владика Сава био је миран, нимало борбен и превише повучен. Од 1742. у државним пословима натура му се, као његов помоћник, сродник му Василије (1709—1766), човјек окретан и активан, али себичан, неистинољубив и доста брзоплет. Он чешће путује у Русију (тамо је и умро) и учвршћује везе ЦГ с њом, отворено иступа против Турака, бранећи Црногорцима, да им плаћају харач. С Млецима, исто тако, није добро, ради чега су ови донијели рјешење, да га отрују.
Послије смрти Василијеве јавио се уз владику Саву нови један савладар, неки авантуриста Шћепан Мали (1767—1774), који се издавао за умрлог руског цара Петра III. Име рускога цара и његова вјешта уздржљивост учинили су, да су га Црногорци примили за свога владара и поштовали га све до његове мучке погибије. Као владар Шћепан је показао доста разумијевања за невоље Ц. Г.; нарочито је много учинио код смиривања завађених племена и за јачање централне власти на Цетињу. Његово присуство у ЦГ сметало је и Млецима и Турској, јер се на тај начин и превише видно истицао руски престиж у њиховом сусједству. Турци су чак били кренули и једну војску против ЦГ, али та није постигла никаквих већих резултата. Послије погибије Шћепана Малог јавио се један сличан авантуриста Шћепан Зановић, но тај је брзо разоткривен. Искоришћавајући слабост владике Саве, приграбио је тада већи дио власти Јован Радоњић, који се 1776. потписује као »губернатор над свом ЦГ«.

## Доба државности (1796—1918)
Велика прекретница у историји Црне Горе означена је 1796. године, када је доношењем Стеге црногорске и брдске постављен темељ за почетак рада на државном обједињавању (старе) Црне Горе и сусједних Брда. Исте године, Црногорци и Брђани су у биткама на Мартинићима и Крусима успјели да се одбране од напада турске и арбанашке војске. Након поменутих догађаја из 1796. године, започиње период унутрашње консолидације и постепеног изграђивања црногорско-брдске државе.

### Стварање државе (1796—1852)
Много напретка имала је Црна Гора под управом владике Петра I Петровића (1782—1830). Он је канонизован као светац Српске православне цркве и назван Свети Петар Цетињски (Његуши, 1748 — Цетиње, 1830) благоуправитељ и митрополит Црне Горе, Скендерије и Приморјa, витез здруженог одреда Ордена Светог Александра Невског од 1784. до 1830. године. Он је имао доста тешкоћа, док се одржао у борби против гувернадура Радоњића и против Махмуд-паше Бушатлије, крвног непријатеља Црне Горе. Кад је Петар I 1784. пошао да се завладичи, Махмуд је упао у његову земљу и продро на Цетиње (1785), а одатле прешао и на млетачке Паштровиће. Уз то што је имао бројну и организовану војску, Махмут-паша је новцем и пријетњама ширио неслогу, како међу племенима у српским Брдима, тако и у дијелу слободне (старе) Црне Горе. У критичним моментима, уочи османског напада, Петар је окупио Црногорце и Брђане и на Црногорском збору је изгласана, написана и потписана Стега (заклетва).1796. су извојеване двије велике побједе: Битка код Мартинића (1796) и Битка на Крусима. У овој другој бици 3. октобра 1796. године 30.000 османских војника под вођством Махмуд-паше Бушатлије и седам француских официра је побијеђено од стране 6.000 војника. Сам Махмуд-паша Бушатлија је погинуо у боју, а глава му је, као симбол побједе, за освету одсјечена и донесена у Цетињски манастир који је био спалио деценију раније. Црној Гори и Брдима су се придружили Бјелопавлићи и Пипери. Под митрополитом Петром Црна Гора добила је први писани закон 1798, који је проширила Народна скупштина на Цетињу 1803. године. Њиме је установљен суд, који се звао „Правитељство суда црногорског и брдског“. Као освета за то дошло је црногорско ратовање против Турака за вријеме аустријско-руског савеза против Порте (1788 до 1791), и славна побједа над Махмудом, 22/9 1796, у којој је он главом платио. Послије те побједе Црну Гору чекали су крупни догађаји у Боки которској, која је, иза пада Mлетачке републике (1797), имала да дође под новог господара. Отада па све до 1814. водила се борба око тога, хоће ли Боку добити Аустрија, Француска или Црна Гора, као савезник Русије и Енглеске. ЦГ је учествовала у Боки и војнички и утрошила је много жртава да је придобије за себе и за своје савезнике. Ради тога Ц. Г. није могла сарађивати у Карађорђевом устанку против Турака и да испуни велике жеље и својих поданика и својих херцеговачких, брдских, рашких и старо-србијанских сусједа. Али све њено заузимање за Боку остало је безуспјешно. Дипломатија је рјешавала ствар према својим интересима и досудила је Боку Аустрији.
За унутрашње уређење Црне Горе Петар I учинио је доста, спречавајући нарочито крвну освету. Значајан је његов Законик (проглашаван 1798. и 1803), са 33 тачке, који представља први покушај савлађивања племенских обичаја и рђавих инстинката. У ЦГ Петар I би је много поштован; на гласу је била моћ његове клетве. Умро је 18/10 1830. За вријеме управе владике Петра I Петровића-Његоша, првобитној Црној Гори придружена су и Брда, а име државе је потом преименовано у Црна Гора и Брда.
Петра I наслиједио је као владика и владалац Петар II (1830—1851). Његош је рођен у селу Његуши, надомак Цетиња. Образовао се у неколико црногорских манастира и постао је духовни и свјетовни вођа Црне Горе по смрти свог стрица Петра I. Пошто је уклонио све почетне унутрашње противнике својој владавини, сконцентрисао се на уједињавање црногорских и брђанских племена и успостављање централизоване државне власти. Увео је редовне порезе и низ нових закона да замјене оне које су његови претходници увели много прије њега. Увођење пореза се показало врло непопуларним међу црногорским и брдским племенима и због тога је током његове владавине избило неколико буна. Његошева владавина је такође обиљежена сталним политичким и војним сукобом са Османским царством и његовим покушајима да прошири територију Црне Горе уз добијање безусловног признања од Високе порте. Залагао се за ослобођење и уједињење свих Срба и био је спреман да се одрекне својих световних власти зарад уједињења са ужом Србијом. Његош је поштован као пјесник и филозоф, а најпознатији је по својој епској поеми „Горски вијенац“, која се сматра за ремек-дјело српске књижевности. Друга његова важна дјела су „Луча микрокозма“, „Огледало српско“ и „Лажни цар Шћепан Мали“. Он је дефинитивно рашчистио питање с гувернадуровићима (Радоњицима који су му, помагани од Аустрије, чинили доста тешкоћа приликом преузимања власти). Радоњића породица прогнана је 1830 из ЦГ. Петар II наставио је унутрашње реформе свога стрица, увео је сенат, створио »гвардију«. Преко Новице Церовића је организовао убиство турског феудалца Смаил-аге Ченгића. Имао је доста тешкоћа с првим пореским уредбама, али је ипак успио. У спољашњој политици није имао никаква већег удјела; његови односи са сусједним пашама имали су читаво вријеме локални карактер. Његов пјеснички рад створио му је висок глас у књижевности; Горски Вијенац несумњиво је најинтензивније и најинтелектуалније пјесничко дјело у српској историји. Петар II умро је млад, 19/10 1851. Његош је сахрањен у малој капели на Ловћену, коју су срушили Аустроугари у Првом свјетском рату, а по њеној обнови, касније су је срушили и комунисти 1974, по наредби Јосипа Броза Тита, јер је представљала симбол уједињења Срба. Његови остаци су премјештени у Цетињски манастир, а потом у обновљену капелу 1925. Капела је уз подршку југословенске комунистичке владе 1974. срушена и замијењена Мештровићевим маузолејом. Према предањима и многим истраживачима који су се бавили генезом његушких Петровића (Јован Ердељановић, Павле Ровински итд), према сјећањима најстаријих Петровића као и самог црногорског владике Петра II Петровића Његоша, они воде поријекло из централне Босне, из околине Травника (или Зенице). Покренути су из ових крајева 1463. године падом српске Босне под Турке. Једно вријеме су се задржали на невесињској висоравни, а ускоро су се и одатле повукли према Црној Гори. Године 1837. донесена је одлука о обавезном плаћању пореза. Његош је био и вјерски и световни поглавар српског народа у Црној Гори, у којој је била јака национална свијест и патријархални морал, али у којој је владала домаћа анархија, племенска суревњивост и крвна освета. Кад је дошао на власт, он је одмах почео да уводи ред и модернизује друштво и државу. Подизао је школе, оснивао судове, правио путеве, узимао поступно сву власт у своје руке и увео порез. У једној културно заосталој средини то је ишло тешко и то је морало бољети овог великога родољуба, који је свом душом био предан народу. „Ја сам владар међу варварима, а варварин међу владарима“, писао је он. Један документ из архиве у Трсту говори о томе да је владика ди Монтенегро приведен и саслушан због продаје скупоценог накита. То је било сушне 1847, када је за куповину жита продао одликовање добијено од Метерниха. На нивоу Митрополије црногорско-приморске, 19. мај је установљен као датум празновања Његоша као светитеља. На својој првој икони, која је 19. маја 2013. унијета у Цетињски манастир, Његош је представљен у архијерејским одеждама. У десној руци он држи ловћенску цркву Светог Петра Цетињског, а у лијевој свитак са стиховима из „Луче микрокозме“. Стихови на првој икони Његоша посвећени су васкрснућу Христа, а налазе се на самом крају „Луче“. Након смрти владике Петра II Петровића Његоша 1851, његово место је наследио Данило Петровић.

### Књажевина Црна Гора (1852—1910)
С Петром II престаје теократска влада у ЦГ. Владичин насљедник, Данило (1851—1860), узео је, с пристанком рускога цара Николе I, титулу кнеза. То стварање свјетовне кнежевине од ЦГ довело је до рата с Турцима 1852/53, из кога је ЦГ изишла без тежих посљедица, интервенцијом Аустрије и Русије. Кад је Турска, на Париском конгресу, дала изјаву, да ЦГ сматра за саставни дио свога подручја, довело је то до нових сукоба. Године 1855, на иницијативу кнеза Данила донесен је „Законик Данила I, господара Црне Горе и Брда“ касније познат као „Данилов законик“, којим је књаз наставио реформе у земљи. Најзначајније одредбе су оне које се односе на уставноправна питања- на положај човјека и грађанина, на положај књаза као врховног господара, на права и положај судова, обавезе грађана у одбрани отаџбине... Овај законик је имао 95 чланова. Кнез Данило предузео је дипломатску акцију, да изради признање црногорске независности, а кад то није донијело жељеног резултата, он је кренуо и устаничку акцију по сусједним областима. 1857 избио је устанак Луке Вукаловића. Да пресијече опасне нити и посједне Грахово као легло одметника и спорно мјесто, кренула је турска војска, крајем априла 1858, на границу. 1/5 1858 дошло је до велике борбе на Граховцу, у којој су Турци страховито поражени. Иза тога дошло је одмах посредовање Француске и других великих сила, које изведоше разграничење ЦГ и тим признадоше, ма и у пола, њену државну егзистенцију. 1/8 1860 погинуо је кнез Данило у Котору, као жртва атентата.
Иза Данила ступио је на владу његов братић, син војводе Мирка, побједника с Граховца, Никола (1860 до 1918). Везе његовог стрица с херцеговачким устаницима биле су настављене и развијане још више помоћу италијанских револуционара. Оне су 1862 довеле до новог рата с Турском, у коме је ЦГ напола савладана, морала молити за мир. — Црногорско оружје прославило се нарочито за новог великог херцеговачког устанка и рата, који је Ц. Г. повела против Турске, у савезу са Србијом. 1876—78 (Вучији До, Фундина). Код ликвидације тог рата, Берлинским Конгресом, Црна Гора је добила признање потпуне независности, проширење својих граница на истоку (читав подгорички крај), на сјеверу (цијелу никшићку област и Стару Херцеговину) и домало излазак на море (Бар и Улцињ). Тај успјех дигао је углед ЦГ — Али, нажалост, односи између Србије и Црне Горе нису били добри због супарништва њихових династија. Године 1866. био је склопљен савез између кнежевине Црне Горе и Србије, и кнез Никола био је спреман да се одрекне пријестоља у корист кнеза Михаила, свога кума. Послије тога везе хладне. У унутрашњој политици кнез Никола је био својевољан и нетрпељив и отуђио је од себе велики дио својих сарадника и готово сву народну интелигенцију. Давање Устава из 1905. није много поправило узајамно неповјерење. У драстичним обрачунима политичких противника режим најчешће није бирао средства, али ни опозиција. Кулминацију таквог стања представљају Бомбашка и Васојевићка афера, чије ће се посљедице у политичком животу Црне Горе осјећати и касније. Бомбашка афера 1907. и Васојевићка афера 1909. свој епилог су добиле на судским процесима у Цетињу и Колашину, на којима су противници режима осуђени на дугогодишње затворске казне. На судском процесу у Колашину осуђени на смрт који су били у рукама власти су и стријељани. Иако постоје поједине узрочно-посљедичне везе између Бомбашке и Васојевићке афере, то су два одвојена историјска догађаја који немају подударности, осим општег политичког контекста. У спољној политици се десила Анексиона криза (1908–1909). За вријеме анексионе кризе (1908—1909) Црна Гора се лијепо држала, узимајући енергичан став против Аустроугарске. Краљевина Црна Гора у новом веку проглашена је 1910. године, на педесетогодишњицу владавине књаза Николе.

### Краљевина Црна Гора (1910—1918)
Црна Гора се 15/8 1910. године прогласила за краљевину, да на тај видан начин награди педесетогодишњу владавину свог кнеза. Краљевина Црна Гора је историјски период у историји Црне Горе од 1910. до 1918. године, настала је из Књажевине Црне Горе. Једини краљ је био Никола Петровић.
Турска је ослабила после пораза од Италије 1911. године у рату за Либију. Тадашњу ситуацију су искористиле Балканске земље и склопиле двојне савезе (Србија, Црна Гора, Бугарска и Грчка). Прва у рат улази Црна Гора 8. октобра 1912. и дјелује ка Санџаку, граници са Србијом, и ка Скадру, који је уз велике жртве освојила. Црна гора је, 26. септембра 1912. године, објавила рат Османлијском царству. Ратна дејства против Османлијског царства започела су истог дана кад је објављена прокламација о објави рата. Ујутро, 26. септембра, са брда Горице, Краљев син Петар испалио је први топовски метак према турском утврђењу. Овом чину присуствовао је и краљ Никола. Усљедио је напад Зетског одреда на утврђење око Тузи, и њихово освајање. Пут црногорској војсци према Скадру био је отворен. Крајем октобра 1912. године започела је опсада града. Готово у исто вријеме и Приморски одред је из рејона Бара кренуо према Тарабошу и Бојани. Након заузимања Османлијских утврђења одред је посљедних дана октобра опсјео Скадар и заузео Љеш и Медову. Док су трајале операције Зетског и Приморског одреда за опкољавање Скадра, Источни одред је кренуо према Полимљу и Метохији. За нешто мање од тридесет дана од 26. септембра до 22. октобра Црногорска војска заузела је Мојковац, Беране, Бијело Поље, Рожаје, Пљевља, Плав, Гусиње, Пећ и Ђаковицу. До краја октобра (почетка новембра по новом календар) у свим новоослобођеним крајевима успостављена је црногорска власт. Након завршетка операција већи дио Источног одреда пребачен је у Скадар. Фебруара 1913. године, црногорској војсци су се у напад на Скадар, прикључиле и србијанске трупе. Садејство србијанске и црногорске војске трајало је до почетка априла. Чим су велике силе одлучиле да Скадар мора припасти припасти новоформираној држави Албанији, србијанске трупе су напустиле опсаду. Тада црногорска војска, упркос опомени Аустроугарске и Русије, започиње општи напад на град. Након жестоке борбе, црногорска војска је, априла 1913. године, успјела да га заузме. Јуриш на добро утврђен град, коштао је црногорску војску 2000 људи. Након заузимања Скадра, притисак великих сила, Аустроугарске, постао је још јачи, а захтјев да се црногорска војска повуче добио је значење ултиматума. Да би црногорску војску приморала на повлачење Аустроугарска је затворила границу према Црној Гори и запријетила да ће заузети Бар. У оваквој ситуације Црна Гора је крајем априла морала донијети одлуку о напуштању Скадра. Убрзо након тога, у Лондону је 30. маја 1913. Потписан уговор о миру, којим је окончан рат балканских савезница против Османлијског царства. Одлукама овог мировног уговора царство се након пет вијекова повукло са Балкана. Стварањем Албаније под притиском Аустроугарске, Црна Гора предаје Скадар Албанцима. Турска је објавила капитулацију. Миром у Лондону 30. маја 1913. подијељене су територије, али Бугарска није задовољна па су територије коначно биле подијељене Букурештанским миром 10. августа 1913. године. Црна Гора добија Санџак и границу са Србијом.

### Црна Гора у Првом свјетском рату
Исто тако ушла је 1914. у рат с Аустријом. Херојски отпор, у одсуству спољне помоћи, завршио се окупацијом Србије, падом Ловћена, црногорском капитулацијом и „албанског голготом“ српске војске. Она се успјела пробити до Албаније захваљујући борби црногорске војске која им је у боју код Мојковца, на Божић 1916, створила штит за одступање ка Албанији и даље према Јадрану. Аустроугарска војска је на Мојковцу бројала 20.000 војника предвођених генералом Рајнером. Првог дана напада Рајнерове снаге су заузеле Улошевину, Бојну њиву и коту 1090. Притом су обје стране имале тешке губитке. Командант Мојковачке операције сердар Јанко Вукотић је наредио да 1. санџачка дивизија 7. јануара пређе у противнапад. Аустроугари су такође преузели жесток напад и било је на хиљаде мртвих са обје стране на Мојковачком пољу. Послије неколико неуспјешних напада, Рајнер је наредио одступање према Колашину и црногорска војска је испунила завјет који је дала Србији да док је ње на Мојковцу, Аустријанци неће угрожавати њену евакуацију ка сјеверној Албанији. Аустроугарска офанзива на Црну Гору доживјела је врхунац јануара 1916. године. Циљ операције био је да се потпуно уништи црногорска војска. Аустроугарске снаге имале су око 150 000 војника, док је црногорска одбрана располагала са 38 000 војника.
До напада јаких аустроугарских снага на сектору Мојковац-Левер Тара дошло је 6. јануара, чиме је почео и сукоб који је у историографији познат као Мојковчка битка. Црногорска војска имала је на овом сектору око 4000 војника и вођена је на позицији Бојна Њива-Разршије. Непријатељ је жељео да пробије црногорске линије и настави према Колашину и Подгорици. Наредног дана, 7. јануара, црногорске јединице су успјеле да потисну непријатеља од положаја на Бојној Њиви и Развршју. У сљедећа три дана, аустроугарске трупе су покушале да изврше противнапад, али ни у другом покушају нису успјеле. Тиме је спријечена њихова намјера да продру у средиште Црне Горе. Несумњиво, Мојковачка битка била је најтежа црногорска битка у Првом свјетском рату и њена највећа тактичка побједа. У исто вријеме, започиње и аустроугарска офанзива на Херцеговачком и Ловћенском фронту. Након тога, црногорске трупе повукле су се у рејон Трубјеле, недалеко од Никшића и на простор Горанск, недалеко од Плужина. Након извјесног времена, принц Мирко и преостали чланови Владе и генерали потписују капитулацију 1916. године, разоружавају Војску и допуштају Аустроугарској да успостави своју администрацију. Распуштени војници или иду кућама, или одлазе у комите (четнике), или напуштају земљу бјежећи у иностранство, или преживљавају Голготу и придружују се српској војсци на Солунском фронту. Аустроугарска власт је тада у школама умјесто ћирилице увела латинично писмо.
Стари краљ Никола је почетком 1916. године прешао у Италију, а затим у Француску. Капитулација Црне Горе коју је извео кнез Мирко, краљев син, са члановима владе, удаљила је Црну Гору од Антанте. Црна Гора се налазила под аустроугарском окупацијом наредне две године, а за то вријеме је усвојена Крфска декларација (1917) без црногорског потписника. Црногорски прваци који су успјели емигрирати у савезничке земље, развили су акцију за уједињење Србије и Црне Горе. У Паризу је 1917. састављен Црногорски одбор за народно уједињење, под предсједништвом Андрије Радовића, бившег предсједника црногорске владе. Одбор је почео оснивати пододборе у свима мјестима и земљама, у којима је било Црногораца, и покренуо је недјељни лист Уједињење, који је, доказујући користи и предности српског уједињења у једну државу, откривао и осуђивао акцију бившег краља Николе и његових доглавника. Лист Уједињење, који је успио да се прошири међу Црногорцима у Америци и да се протури у окупирану Црну Гору, излазио је у прво вријеме у Женеви, затим је пренијет у Париз, гдје је излазио до завршетка рата.

## Црна Гора у првој Југославији

### Ослобођење и уједињење (1918)
Након пробоја Солунског фронта, савезничка војска је крајем октобра и почетком новембра 1918. године протерала аустроугарску војску са подручја Црне Горе. У новонасталим околностима, пред политичке чиниоце у Црној Гори поставило се питање о уређењу привремене власти и будућем државном статусу. Присталице уједињења са Србијом су искористиле присуство србијанске војске за преузимање политичке иницијативе у циљу стварања нових органа власти. У намери да заобиђу краља Николу и његову избегличку владу, прваци покрета за уједињење су расписали и спровели изборе за Велику народну скупштину, која је састала 26. новембра 1918. године у Подгорици. Одлуком Подгоричке скупштине, проглашено је свргавање краља Николе и династије Петровића Његоша. Такође је прокламовано и уједињење Бока которске са Црном Гором. Најзначајнија одлука Подгоричке скупштине односила се на уједињење Црне Горе и Бока которске са Краљевином Србијом, под династијом Карађорђевића. Недуго потом, у Београду је 1. децембра 1918. године проглашено стварање Краљевине Срба, Хрвата и Словенаца, чиме је процес уједињења добио шире оквире.
Краљ Никола и његова влада нису одобравали начин на који је уједињење извршено, те су стога одбили да признају тај чин, чиме је то питање добило додатне политичке димензије. Присталице краља Николе (зеленаши) су уз помоћ Италије покушале да оспоре новонастало стање путем подстицања незадовољства и изазивања немира, што је почетком 1919. године довело до избијања Божићне побуне која је убрзо угушена, али је оставила тешке политичке посљедице. Краљ Никола се исте године обратио Париској мировној конференцији са захтјевом да се поврати државна независност Црне Горе, али његова молба је била одбијена. Умро је 1921. године у Антибу у Француској, непомирен са новонасталим стањем. Недуго потом, зеленаши су 1924. године прихватили амнестију од краља Александра.

### Административне промјене (1918—1941)
Зетска област је била једна од 33 области у Краљевини СХС. Налазила се на подручју данашње Црне Горе, делова Косова и Метохије, Босне и Херцеговине. Настала је 1922 каде је Краљевина Југославија подељена на области. Средиште области се на лазило у Цетињу.
Зетска бановина је била бановина (покрајина, регија) у Краљевини Југославији од 1929. до 1941. године. Ова бановина је обухватала територије које је Краљевина Црне Горе 1918. г унела у састав Краљевине Србије пре формирања Краљевине СХС, као и територију Дубровачке републике и Боке, али и залеђа Дубровника у Херцеговини (Невесиње, Требиње, Гацко, све до Фоче на сјевер) као и Косово и Метохију све до Косовске Митровице, Србице и Ораховца на истоку, већи део Рашке области (Новопазарског санџака) коју је ослободила Србија у рату 1912. године као и вароши Рашку и Ушће. Добила је име по реци Зети, чији је слив у Средишту ове административне области, а које је било у употреби и у средњем вијеку и односило се на просторе данашњу Црну Гору. Административно средиште Зетске бановине је било Цетиње.
Краљ Александар је убијен 1934. године, што је довело до краја диктатуре. Током 1939. године, суочена са убиствима, корупцијским скандалима, насиљем и неуспехом централизоване политике, српско руководство сложило се са компромисом са Хрватима. Бановине су касније, 1939. године, еволуирале у коначни приједлог за подјелу заједничке државе на три дијела или три бановине, једну словеначку бановину, једну хрватску и једну српску, од којих је свака обухватила већину етничког простора сваке етничке групе. Сва територије данашње Црне Горе требало је да буде дио Бановине Србије, јер је већина територије Црне Горе била насељена већином српским становништвом, а Срби су чинили укупну већину. Дана 24. августа 1939. године предсједник Хрватске сељачке странке Влатко Мачек и Драгиша Цветковић склопили су споразум (споразум Цветковић-Мачек) према којем је Бановина Хрватска створена уз многе и велике уступке на српској страни. Срби у Западној Херцеговини, дијелу Босне, Далмацији, Славонији, дијелу Срема, Српској Крајини, Дубровнику и Посавини налазили су се у хрватском ентитету унутар Југославије, док практично ниједан Хрват није остао у српском федералном ентитету 1939. године. Територија Црне Горе је, послије споразума Цветковић-Мачек, спадала у Зетску бановину.
Године 1939, када је формирањем Бановине Хрватске Влада Југославије на челу с Кнезом Павлом испуњавала великохрватске жеље зарад мира у Држави и од Зетске бановине одвајају западни дијелови(Конавли, Пељешац, српски Дубровник итд.) без неких оправданих аргумената, и припајају новоформираној Бановини Хрватској. С обзиром да је у том дијелу од Пељешца, укључујући и Дубровникдо, Бока которске само забиљежено присуство Хрвата, али не и њихова већина да би се оправдала таква граница. Уосталом и логичније је да Дубровчани своје административне потребе обављају на Цетињу (удаљеном 100 км), него у Загребу (400 км ваздушном линијом, односно 600 км путем). С обзиром на кратко трајање и карактер бановина као административних области, овој промјени границе није дата битна историјска важност.

### Црна Гора у Другом свјетском рату
Према плану Хитлера и министра иностраних послова Италије грофа Галеаца Ћана, послије сламања Југославије, територија Црне Горе је требало да припадне Италијанској интересној сфери. Након краткотрајног Априлског рата (6-18. април 1941)и слома Југословенске Краљевине, италијанске трупе су одмах поселе територију Црне Горе. Генерал 5. Армије Паоло Бадољо и начелник штаба генерал Марио Роата су дошли у Подгорицу почетком јула 1941. и припремали терен за свечано проглашење Краљевине Црне Горе под протекторатом Италије. Чим је италијански вођа Бенито Мусолини дао сагласност да се приступи реализацији овог плана, 12. јула 1941. на Цетињу је одржана Петровданска скупштина и генерал Марио Роата је одржао говор окупљеним грађанима где их је обавестио да је Црна Гора независна и слободна држава и да се налази под покровитељством Краљевине Италије. Независна Држава Црна Гора, такође позната и као Краљевина Црна Гора, била је марионетска државна творевина која је током Другог свјетског рата постојала на ширем простору Црне Горе, а налазила се под окупацијом сила Осовине. Формирана је након слома Краљевине Југославије у прољеће 1941. године. Првобитно је била под контролом Италије (1941—1943), а потом под окупацијом Њемачке (1943—1944). Главни град је био Цетиње. Политика Италије према Црној Гори од почетка окупације 1941. је била обиљежена дилемом да ли анектирати ову територију, као што је то урађено са Далмацијом и дијеловима Словеније, или уз помоћ домаћих снага „старих патриота“, обновити њену фиктивну независност у оквиру „Римског царства“. Разматрана су разна династичка и персонална решења. Црногорска круна је понуђена принцу Михаилу Петровићу-Његошу, који је понуду одбио, не жељећи да учествује у том антисрпском пројекту.
Међутим, усљед одбијања принца Михаила да прихвати понуђену круну, поменути планови су морали бити напуштени ради проналажења нових, остваривих и спроводивих политичких рјешења. Недуго потом, дошло је до значајног међународног преокрета који је знатно утицао и на унутрашње прилике у окупираној Црној Гори. Немачка је 22. јуна извршила напад на СССР, што је поробљеним народима Европе улило наду у ратни преокрет и пораз Немачке и њених савезника. На Петровданској скупштини, која је одржана 12. јула, 1941. године на Цетињу, Секула Дрљевић је инаугурисан као будући црногорски премијер, али је већ сутрадан избио Тринаестојулски устанак који је организовала КПЈ. Догађај који је био непосредан повод за устанак је био Петровданска скупштина на којем је усвојена одлука о обнови Краљевине Црне Горе на челу са италијанским регентом и под контролом црногорског сепаратисте Секуле Дрљевића и његових присталица, познатих под именом зеленаши.
Нарочито је ово погодило КПЈ, која је још 7. јула подигла народни устанак у Србији, а такође овом одлуком нису били задовољни ни официри старе југословенске војске који су избегли заробљавање. До првих договора око заједничког устанка је дошло у првим данима јула када је процурила информација да ће Црна Гора бити проглашена као независна држава. Нарочито су преговори вођени између делегата КПЈ, који су сачињавали Милован Ђилас, Блажо Јовановић, Митар Бакић, Никола Куч, Павле Жижић, Моша Пијаде и Иван Милутиновића-Мићун, Светозар Вукмановић-Темпо и официра бивше југословенске војске поручника: Ђуре Иветића, Николе Бојовића, капетана: Велимира Терзића, Арсе Јовановића и Петра Ћетковића; мајора: Павла Ђуришића, Бошка Тодоровића, Баје Станишића и Ђорђија Лашића; пуковника Саве Оровића и генерала Блаже Ђукановића. Такође су се предстојећем устанку прикључили и шпански борци: Пеко Дапчевић, Петар Драпшин и други. Послије завршених договора, као датум за почетак устанка одређена је ноћ 12. на 13. јули, јер је послије проглашења независности Црне Горе атмосфера била весела и нико није обраћао пажњу на евентуални устанак. Свеопшти тринаестојулски устанак је почео нападом на италијанске гарнизоне на читавој територији Црне Горе и Санџака, изузев Пријепоља, Пљевља и Сјенице. Неколико герилских одреда напало је карабинијерску станицу у Чеву близу Цетиња. У том нападу је заробљено 10 карабинијера. Истог дана су нападнуте и италијанске посаде у Вирпазару, Ријеки Црнојевића и Петровцу на Мору.
Међу устаницима је био велики број српских националиста, познатих под именом бјелаши, који су раније заступали тјешње везе са Србијом, и бивши официри Југословенске војске, међу којима су неки тек били пуштени из логора за ратне заробљенике. Официри су командовали одредима, док су политички комесари били из редова комуниста, који су водили организацију устанка. Устаници су преузели контролу над мањим градовима и селима већ у раној фази устанка. Током борби за Беране истакао се капетан Ђуришић. Међутим, 67.000 италијанских војника је повратио контролу над градовима у путевима за шест мјесеци, а у томе су им помагале муслиманске и албанске нерегуларне снаге из пограничних крајевима који су штитили бокове Италијанима. Италијански војни гувернер Црне Горе Алесандро Пирцио Бироли је наредио да се угуши устанак, али је својој војсци наредио да се избјегавају акти „освете и бескорисне суровости“. И поред тога, у сламању устанка, на десетине села је спаљено, на стотине особа је убијено и око 10-20.000 Срба-Црногораца је интернирано. Муслиманским и албанским нерегуларцима је на кратко дозвољено да пљачкају и пале села. Између комунистичких вођа устанка и националиста који су учествовали у њему дошло је до раздора. Националисти су сматрали да је устанак угушен и жељели су да се борба заустави, док су партизани били одлучни да се настави са борбом. Током јесени националисти су успоставили контакте са Италијанима и понудили им да им помогну у борби против партизана. Потом су се националисти, међу којима и Ђуришић, који је био популаран у свом племену Васојевићи, повукли у брдовиту унутрашњост Црне Горе. Циљ националиста је био да се избјегава провоцирање Италијана, али да се бране планинска села ако буду нападнута. У сјеверној Црној Гори, Брдима и Старој Рашкој постојала је јасна подјела између комуниста и националиста-монархиста. Националисти су имали тјешње везе са Србијом, и непријатељски став према муслиманима. Комунисти су жељели да се настави са борбом и револуцијом, па су се окренули и против својих класних непријатеља. Усташки утицај над муслиманима у Санџаку и прогони Срба из области припојени италијанској марионетској држави Великој Албанији су утицали на националисте да се посвете борби против локалних муслимана и Албанаца. Ипак, устанак против Италијана се смањеном жестином наставио до децембра 1941.
Послије сламања устанка, у Црној Гори је почетком 1942. избио грађански рат у коме су учествовали партизани и четници на једној страни борећи се против црногорских федералиста и окупатора на другој, као и између себе. Како је Други свјетски рат одмицао, сукоб је попримао све већи обим. Између марта и јуна 1942. четници су стекли превласт у Црној Гори, дјелимично захваљујући оружју и опреми који су добили од Италијана по споразуму који је са Италијанима склопио Бајо Станишић, а дијелом и слабљењу партизана, којем су у великој мјери били криви партизански "ексцеси" и ратни злочини, усљед тзв. "лијевих скретања". Италијанима је главни циљ споразумијевања с четницима био да губитке својих трупа сведу на минимум. Стога су много полагали на помоћ четника у Трећој непријатељској офанзиви за избацивање партизана из Црне Горе и источне Херцеговине у прољеће 1942. Ђукановић је као вођа црногорских четника 24. јула 1942. потписао споразум са представником италијанске војске Алесандром Пирцио Биролијем. По том споразуму, црногорски четници су легализовани, обавезали су се да ће помагати Италијанима у борби против партизана, а заузврат ће добијати оружје, муницију и плате. Црна Гора је подијељена на три зоне које су обезбјеђивале четничке јединице Баје Станишића и Павла Ђуришића, као и Ловћенска бригада зеленаша Крстa Зрнова Поповића. Овај споразум је Ђукановића начинио фактичким вођом Црне Горе и он је то место задржао до смрти. Независној Држави Црној Гори је прикључен и највећи дио Санџака, иако је она у тим границама постојала само на папиру, и само мали дио њене територије је контролисала тадашња квислиншка власт. Бока которска (млетачки Катаро) бива прикључена(анексирана) Италији све до септембра 1943. године. Унутар Црне Горе, веома активан је био Црногорски добровољачки корпус под командом Павла Ђуришића. Од октобра 1943, Дрљевић је отишао у егзил. У НДХ формира Црногорко државно вијеће 1944. године, које је функционисало као влада у егзилу. Крајем септембра 1943, након капитулације Италије, НДХ је формално прогласила анексију бившег италијанског „Протектората Црна Гора“ и италијанске „Провинције Катаро (Бока которска)“, али ово није признато од стране Њемачке. Цјелокупна Црна Гора је остала под контролом њемачке врховне команде. "Црногорска народна војска" је касније формирана под притиском Анте Павелића и Дрљевића од остатака четничких јединица Павла Ђуришића. Децембра 1944. године њемачке трупе су напустиле Црну Гору и тада партизани улазе у њу, прекидајући постојање Независне Државе Црне Горе. У периоду од 1941. до 1944. године окупатори и домаћи квислинзи су убили десетине хиљада невиних цивила.
Један од важнијих разлога за пораз партизана у Црној Гори и Херцеговини на почетку рата су злочини које су партизани учинили у периоду који је томе претходио. Физичка ликвидација вршена је како стрељањем тако и хладним оружјем, клањем и маљевима. Најпознатија локација на којој су вршени злочини у Црној Гори је свакако Пасје гробље код Колашина где је побијен већи број оних које су комунисти видјели као своје непријатеље. На Бадњи дан 1942. године партизани су у колашинском лугу на десној обали Таре, над тијелима 240 унакажених грађана, разапели лешину пса.
Пошто се Црна Гора налазила под протекторатом Италије, то је главну политичку власт имало италијанско гувернерство до 1943. године. За првог гувернера је постављен Александро Пирцо Бироли, јунак из Првог свјетског рата који је одликован орденом Белог орла са мачевима од стране регента Александра за велику помоћ српској војсци по повлачењу у Албанију. Он је владао од 23. јула 1941 -13. јула 1943. Затим је власт држао конте Курио Барбасети де Прун од 13. јула 1943—10. септембра 1943. Послије капитулације Италије, власт је преузело војно заповедништво Немачког Вермахта: Теодор Гајб 10. септембар 1943 и Вилхелм Кипер 10. септембар 1943 - 10. новембар 1944. Црна Гора у ратној 1943. је била територија где се одлучивала Народноослободилачка борба. Немачке снаге су преузеле операцију „Шварц“ са намером да униште четничке и партизанске снаге на простору Дурмитор-Андријевица-Зеленгора-Сутјеска и Колашин. Само у редовима прослављена Четврте пролетерске бригаде погинуло је 7.000 бораца. У заштити централне болнице погинуо је и славни командант V Црногорске НОУ бригаде Сава Ковачевић, а у повлачењу према Зеленгори страдао је и командант III Црногорске НОУ бригаде капетан Петар Ћетковић. Црна Гора је у ратној 1944. била стратешки важна територија савезника. Нарочито је била запажена у операцији „Недеља пацова“, када су њени градови Колашин, Никшић, Подгорица, Иванград, Бијело Поље, Цетиње били више пута бомбардовани од стране савезника. Укупно је Црна Гора у рату (1941—1945) дала близу 10.000 бораца, од којих се 8.000 није вратило.

## Црна Гора као федерална јединица

### Црна Гора у социјалистичкој Југославији
Послије рата, Црна Гора улази у састав нове југословенске државе као Народна Република. Током комунистичке ере, СР Црна Гора је била насељена већински етничким Србима, којима је било забрањено да се на попису изјасне као Срби, те су их комунистичке власти писале као "националне Црногорце", тако експериментишући са српским етничким и регионалним црногорским, брдским и херцеговачким идентитетом. Срби су сарађивали и били пријатељи са својим суграђанима, а истовремено су одржавали своју културу, првенствено кроз праћење српске православне цркве. Многи српски научници, интелектуалци, сељаци, обични грађани и културни дјелатници били су изложени прогону, дискриминацији и лажним оптужбама за "великосрпски национализам", монархизам и иредентизам. Након одређене историјске дистанце може се засигурно рећи да је талас исламизације и османлијског освајања српских земаља, од Срба створио данашњу Бошњачку нацију (и дјелимично сјеверно-арбанашку), насилно покатоличавање превело већи број Срба у данашње славонске, далматинске и крајишке Хрвате, док је комунизам-титоизам створио данашње националне Црногорце и националне Македонце. АВНОЈ-ске границе су насилно и вјештачки подијелиле српски народ у више федералних јединица и Социјалистичких Република.
Један од највећих симбола довршавања расрбљавања Црногораца је свакако рушење Његошеве капеле на Ловћену. Књаз Данило је извршио аманет, и пренио стричеве остатке на Ловћен 1855. године. Невријеме и громови су растрошили капелицу али се кнез Никола послије ратних побједа сјетио да је 1879. године притврди и осигура громобранима. Кад је Аустрија у Првом свјетском рату освојила Црну Гору, генерални гувернер фон Вебер наредио је да се Његошеве кости пренесу на Цетиње, што је и учињено 12. августа 1916. године. Ископавање су вршили војници и многе кости су, како наводи Владика Дожић, због непажње изгубљене. Један аустријски војник, Србин, нашао је 3 кошчице непокупљене, узео их, сачувао кроз рат и доставио Цетињу. 23. септембра 1925. године, краљ Александар Карађорђевић је извршио свечан пренос Његошевих костију у капелу и мраморни саркофаг, који је наредио да се изгради посебно за ту намјену. На мјесту старе капеле која је срушена 1974. године подигнут је маузолеј.
Послије кризе и распада СФРЈ, Црна Гора је одбила да учествује у политици растурања Југославије и анти-српског дјеловања. Још чвршћи односи са републиком Србијом су успостављени у Сарајеву 22. фебруара 1991. приликом сусрета свих шест предсједника република изјавом којом кажу да ће Црна Гора непопустљиво радити да Југославија опстане као држава.

### Црна Гора у заједничкој држави са Србијом
Године 1992. Црна Гора и Србија заједно проглашавају Савезну Републику Југославију, која је 2003. редефинисана у лабавију заједницу под називом Државна заједница Србија и Црна Гора. Након краја комунистичке власти и распада Социјалистичке Федеративне Републике Југославије, званично распуштена 27. априла 1990, Република Србија и под новим именом Република Црна Гора, дана 28. априла 1992. су створиле нову федерацију под називом Савезна Република Југославија која је 4. фебруара 2003. уз сагласност оба дома југословенског парламента узео име Државна заједница Србија и Црна Гора. Црна Гора је учествовала у блокади Дубровника, а такође је и слала добровољце широм ратишта по бившој СР Босни и Херцеговини, и по Републици Српској Крајини. Црногорске паравојне снаге су учествовале у заузимању Конавла, као и биткама за Вуковар, Херцеговину и Митровданској Офанзиви током грађанског рата у бившој СР БиХ и СР Хрватској. Многи Црногорци су такође учествовали у рату на Косову и Метохији 1998-1999.
Послије бројних преговора представника српског и црногорског политичког тијела како у Београду, тако и у Подгорици, предсједник републике Србије и предсједник републике Црне Горе су потписали заједнички документ 4. фебруара 2003. који се назива "Уставна повеља заједнице Србије и Црне Горе". Тако је престала да постоји Савезна Република Југославија и настала је дводомна заједница као савез Република Србије и Црне Горе.
За новог предсједника државне заједнице изабран је Светозар Маровић.
Као дан војске Србије и Црне Горе одређен је 16. јун, када је истог датума 1876. дошло до потписивања првог заједничког војног уговора између Србије и Црне Горе у Венецији против Турске; за дан рода Авијације проглашен је 1. септембар, а за дан рода Морнарице 9. јун.
Задржан је Врховни савјет одбране као колективни орган командовања, али је наглашена да Србија и Црна Гора имају војску под демократском и цивилном контролом.
На четвртом засједању Врховног Савјета Одбране 6. маја 2003. усвојена одлука о препотчињавању Генералштаба Војске Србије и Црне Горе Министарству одбране. Државна заједница је престала да постоји послије референдума о независности Црне Горе, који је одржан 21. маја 2006. године, а на којем је тијесном већином изгласана државна независност Црне Горе.

### Референдум (2006)
Најзначајнији политички догађај у савременој историји Црне Горе био је референдум о државном статусу, који је одржан 21. маја 2006. године. Према званичним резултатима, већина грађана који су изашли на референдум определила се за независност Црне Горе. Од укупно 484,718 грађана са правом гласа, на референдум је изашло 419,236 (86.49%). У прилог независности изјаснило се 230,711 грађана, што је представљало 47,5% у односу на укупно бирачко тијело, односно 55,5% у односу на укупан број важећих гласова.
Током спровођења референдумског процеса дошло је до бројних неправилности, услед којих је легитимитет званично саопштених резултата био доведен у питање, а додатне сумње у регуларност референдума су биле изазване односом Републичке референдумске комисије према бројним приговорима, који су сви до једног сумарно одбијени.

## Савремено доба, након 2006. године
Полазећи од званичних резултата референдума, Скупштина Црне Горе је 3. јуна 2006. године усвојила одлуку о проглашењу државне независности, чиме је Црна Гора, после 88 година, поново постала самостална држава. Формалном проглашењу независности Црне Горе у Скупштини нису присуствовали посланици Блока за заједничку државу, јер нису признавали резултате референдума. Недуго потом, дана 28. јуна 2006. године, Црна Гора је постала 192. чланица Уједињених нација, а 11. маја 2007. године, постала је 47. чланица Савјета Европе.

### Доношење новог Устава (2007)
Поступак за доношење новог устава покренут је након парламентарних избора у Црној Гори, који су одржани 2006. године. Доношење новог устава било је праћено бројним политичким расправама и споровима, које су се односили на заштиту права и регулисање положаја српског народа у Црној Гори, а владин предлог новог устава наишао је на бројне критике од стране опозиционих странака. За усвајање устава била је неопходна двотрећинска већина, коју владајуће странке нису имале, тако да је исход читавог процеса зависио од држања парламентарне опозиције. У прво вријеме, опозиционе странке су наступале заједнички, али током љета 2007. године дошло је до значајних промјена, пошто је опозициони Покрет за промјене, који је имао кључних 11 посланика, почео да дјелује мимо опозиционог блока, ступивши у самосталне преговоре са владајућим странкама.. Током политичких преговора, ПЗП је напустио заједничку опозициону платформу, прихвативши приједлог владајућих странака да се у новом Уставу као званични језик уведе црногорски, а поред тога, руководство ПЗП је прихватило и предлог да се дотадашњи званични српски језик сврста међу мањинске језике. Гласови посланика ПЗП су кључно доприњели прибављању двотрећинске већине за усвајање владиног приједлога новог Устава. Због таквог држања, ПЗП је био изложен бројним критикама опозиционих странака и шире српске јавности.

## Галерија
- Поморске заставе из данашње Црне Горе, 19. век
- Застава СР Црне Горе
- Грб СР Црне Горе
- Подјела НР Црне Горе на срезове и општине (1955)
- Застава Републике Црне Горе (1994—2004)
- Грб Републике Црне Горе (1994—2004)
- Резултати референдума (2006), по општинама
- Административна подјела Црне Горе (2014)

## Извори и литература